# Jean Fallot
Jean Fallot (1912 – 1992) è stato un filosofo francese.

## Biografia
Esercitò la sua attività di insegnamento presso gli Atenei di Bari, Bologna, Messina, Varsavia, Saarbrücken, ottenendo al termine della carriera la cattedra di Filosofia all'Università di Nizza.
La sua notorietà in Italia è legata al successo delle sue opere politiche, tradotte da importanti case editrici negli anni '70. Si ricordano a tal proposito Marx e la questione delle macchine (La Nuova Italia, Firenze 1971), Lotta di classe e morale marxista (Bertani, Verona 1972), Il piacere e la morte nella filosofia di Epicuro (Einaudi, Torino 1977).
Negli ultimi anni i suoi scritti si concentrarono su tematiche più specificamente filosofiche: L'angoisse devant la mort. Journal e Cette mort qui n'en est pas une sono stati pubblicati dalla Presses universitaires de Lille, rispettivamente nel 1991 e nel 1993, mentre il capolavoro Il pensiero dell'Egitto antico (Publisud, Paris 1992) è stato tradotto in italiano nel 2009 dall'editore Bollati Boringhieri.
| Controllo di autorità | VIAF (EN) 202083107 · ISNI (EN) 0000 0001 1584 0609 · LCCN (EN) n91062027 · J9U (EN, HE) 987007271244305171 |